# Вељке Дршковце
Вељке Дршковце (слч. Veľké Držkovce) насељено је мјесто са административним статусом сеоске општине (слч. obec) у округу Бановце на Бебрави, у Тренчинском крају, Словачка Република.

## Становништво
| Година:    | 1994. | 2004.    | 2014.   | 2024.   |
| ---------- | ----- | -------- | ------- | ------- |
| Број људи: | 586   | 670      | 653     | 637     |
| Разлика:   |       | +14,33 % | -2,53 % | -2,45 % |

| Година:    | 2023. | 2024.   |
| ---------- | ----- | ------- |
| Број људи: | 654   | 637     |
| Разлика:   |       | -2,59 % |

Према подацима о броју становника из 2011. године насеље је имало 642 становника.